# Kalisabuk
Kalisabuk is een bestuurslaag in het regentschap Cilacap van de provincie Midden-Java, Indonesië. Kalisabuk telt 11.262 inwoners (volkstelling 2010).